# Ramon Menezes Hubner
Ramon Menezes Hubner (n. 30 iunie 1972) este un fost fotbalist brazilian.

## Statistici carieră
| Echipă   | Echipă              | Echipă              | Ligă    | Ligă   |
| Sezon    | Club                | Ligă                | Meciuri | Goluri |
| Brazilia | Brazilia            | Brazilia            | Ligă    | Ligă   |
| -------- | ------------------- | ------------------- | ------- | ------ |
| 1989     | Cruzeiro            | Brasileirão Série   | 4       | 0      |
| 1990     | Cruzeiro            | Brasileirão Série   | 19      | 4      |
| 1991     | Cruzeiro            | Brasileirão Série   | 11      | 1      |
| 1992     | Cruzeiro            | Brasileirão Série   | 8       | 1      |
| 1993     | Bahia               | Brasileirão Série A | 10      | 1      |
| 1994     | Vitória             | Brasileirão Série A | 18      | 7      |
| 1995     | Vitória             | Brasileirão Série A | 0       | 0      |
| Germany  | Germany             | Germany             | League  | League |
| 1995–96  | Bayer Leverkusen    | Bundesliga          | 15      | 1      |
| Brazilia | Brazilia            | Brazilia            | Ligă    | Ligă   |
| 1996     | Vasco da Gama       | Brasileirão Série A | 13      | 5      |
| 1997     | Vasco da Gama       | Brasileirão Série A | 30      | 7      |
| 1998     | Vasco da Gama       | Brasileirão Série A | 19      | 10     |
| 1999     | Vasco da Gama       | Brasileirão Série A | 18      | 4      |
| 2000     | Atlético Mineiro    | Brasileirão Série A | 13      | 2      |
| 2001     | Atlético Mineiro    | Brasileirão Série A | 25      | 6      |
| 2002     | Vasco da Gama       | Brasileirão Série A | 17      | 15     |
| Japonia  | Japonia             | Japonia             | Ligă    | Ligă   |
| 2003     | Tokyo Verdy         | J. League 1         | 25      | 6      |
| Brazilia | Brazilia            | Brazilia            | Ligă    | Ligă   |
| 2004     | Fluminense          | Brasileirão Série A | 25      | 11     |
| 2005     | Botafogo            | Brasileirão Série A | 24      | 4      |
| 2006     | Vasco da Gama       | Brasileirão Série A | 27      | 6      |
| 2007     | Atlético Paranaense | Brasileirão Série A | 12      | 2      |
| 2008     | Vitória             | Brasileirão Série A | 30      | 7      |
| 2009     | Vitória             | Brasileirão Série A | 23      | 4      |
| 2010     | Vitória             | Brasileirão Série A |         |        |
| Țară     | Brazilia            | Brazilia            | 346     | 97     |
| Țară     | Germania            | Germania            | 15      | 1      |
| Țară     | Japonia             | Japonia             | 25      | 6      |
| Total    | Total               | Total               | 386     | 104    |

## Statistici la echipa națională
| Brazilia | Brazilia | Brazilia |
| An       | Meciuri  | Goluri   |
| -------- | -------- | -------- |
| 2001     | 5        | 1        |
| Total    | 5        | 1        |